# 西区 (美属萨摩亚)

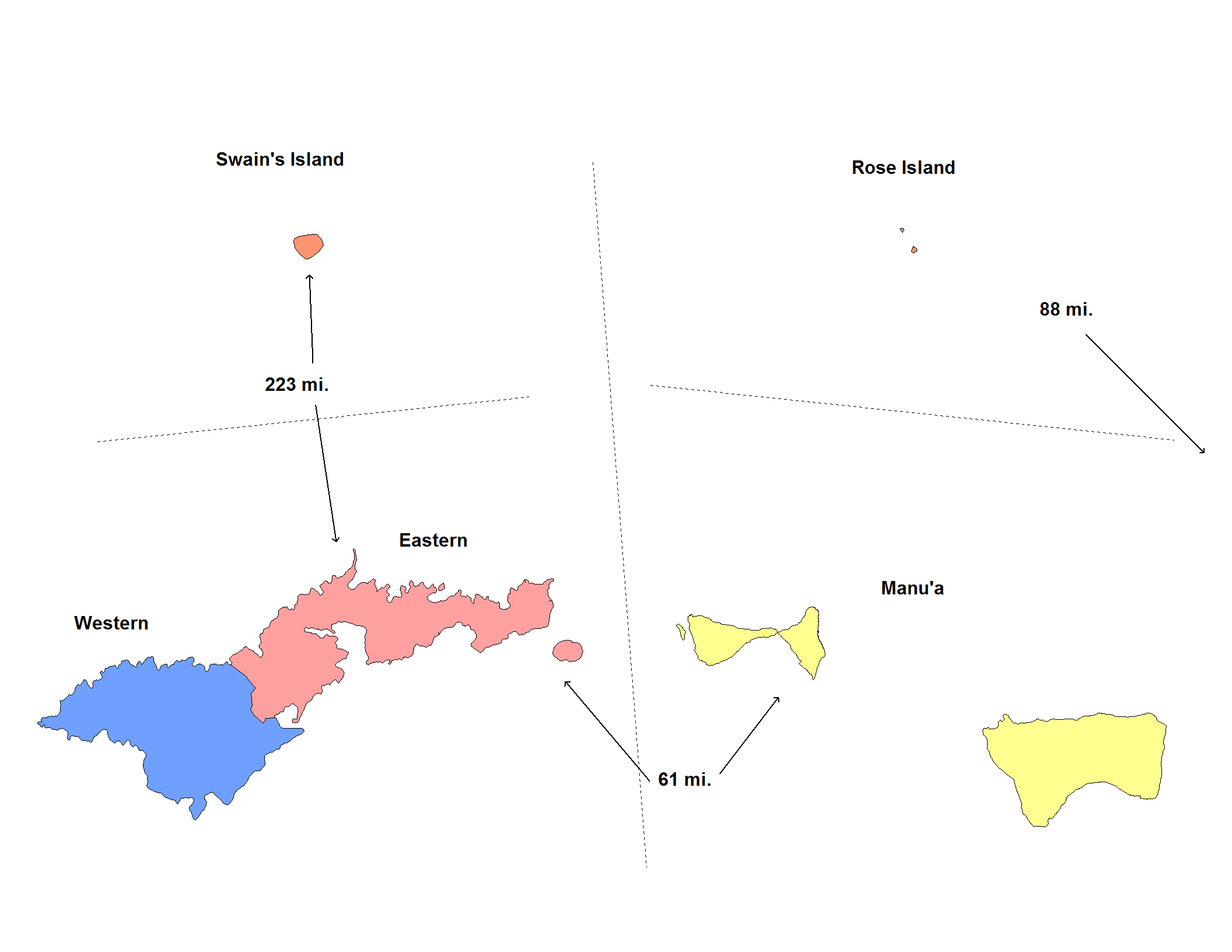
美属萨摩亚的西区用蓝色标注

西区为美属萨摩亚的一级行政区，由图图伊拉岛的西部组成。 西区的土地面积为74.781 平方公里（28.873 平方英里），包含29个村庄和Nu'uuli村的部分地区。其中包括位于东端的美属萨摩亚最大的村庄塔富纳。根据2010年人口普查结果，该区总人口为31,329人。
位于塔富纳的社区健康中心为西区居民提供医疗服务。

## 下辖区划
- 莱阿拉图奥县
- 莱阿斯纳县
- 图拉罗泰县
- 图拉罗塔县

## 人口
西区的首次人口记录始于1900年的美国人口普查。1910年该地区没有进行人口普查，但是1912年进行了一次特别人口普查。从1920年开始，该地区每十年定期进行一次人口普查。